# جوزيف رافسون
جوزيف رافسون (بالإنجليزية: Joseph Raphson)‏ هو عالم رياضيات إنجليزي اشتهر بطريقة نيوتن-رافسون.

## السيرة
يعرف القليل عن حياة جوزيف رافسون، حتى تاريخ ميلاده ووفاته غير معروف بالضبط، إلا أن المؤرخ الرياضياتي فلوريان كاجوري قدّم التواريخ التقريبية 1648-1715. ارتاد كلية المسيح (بالإنجليزية: Jesus College)‏ في جامعة كامبريدج. وتخرج بدرجة ماجستير في الفنون عام 1692. عيّن زميلا للجمعية الملكية في 30 نوفمبر 1689، باقتراح من إدموند هالي.
1. ↑  تاريخ ماكتوتور لأرشيف الرياضيات، QID:Q547473
2. 1 2 3 4  تاريخ ماكتوتور لأرشيف الرياضيات، QID:Q547473
3. ↑   https://onlinelibrary.wiley.com/doi/10.1002/nme.1620140112. {{استشهاد ويب}}: |url= بحاجة لعنوان (مساعدة) والوسيط |title= غير موجود أو فارغ (من ويكي بيانات) (مساعدة)